# Царский, Владимир Родионович
Владимир Родионович Царский (1923—1999) — советский исполнитель песен.

## Биография
Родился 13 февраля 1923 года.
В 1943 году закончил Подольское артиллерийское училище. Принимал участие в Великой Отечественной войне — воевал на Калининском, Центральном и Приморском фронтах, имел правительственные награды.
Демобилизовался был 1946 году. В этом же году был принят солистом в «Ансамбль советской оперы».
В 1952 году закончил вокальное отделение Московской государственной консерватории имени Чайковского.
С 1957 года Владимир Царский — солист вокальной группы Государственного комитета по радиовещанию и телевидению СССР. Много выступал как сольно, так и в дуэтах с Иваном Будриным и Виктором Селивановым.
В начале 1970-х годов Владимир Родионович перешёл в главную музыкальную редакцию Гостелерадио СССР, где проработал до 1989 года, совмещая вокальную и редакторскую работу.
Умер 27 апреля 1999 года.
В РГАЛИ имеются материалы, относящиеся к В. Р. Царскому.

## Награды
- Заслуженный работник культуры РСФСР.

## Песни в исполнении Владимира Царского
- Баллада об учителе (Г. Фрид — Г. Фере)
- В праздничный вечер (А. Лепин — М. Матусовский)
- Всегда и везде за тобою (С. Гердаль — Н. Дервиз) с Н.Савиной
- Горные вершины (А. Рубинштейн — М. Лермонтов) с Виктором Селивановым
- Если хочешь ты найти друзей (С. Кац — В. Харитонов) с Виктором Селивановым
- Зимний романс (Н. Богословский — Е. Агранович) с Виктором Селивановым
- Маленькая Валенька (Б. Фомин — В. Дыховичный) с Виктором Селивановым
- На лыжи, друзья (З. Левина — К. Ибряев)
- Накинув плащ (? — В. Соллогуб) с И.Будриным
- Песня космонавта (А. Островский — Л. Ощанин) с Виктором Селивановым
- Песня о Чижовке (И. Дунаевский — Я. Шведов) с Виктором Селивановым
- Стальная эскадрилья (Б. Ковынёв) с Виктором Селивановым
- Цветут зелёные сады (Г. Дудкевич - Е. Тараховская)
- Каштаны Киева (О. Сандлер — И. Финк) с Иваном Будриным
- Спать пора (З. Левина — А. Прокофьев)
- Воробей (З. Левина — А. Прокофьев)
- Цыганенок (И. Шелмаков — М. Ивенсент)
- У нас сделали дождь (Ю. Гурьев — П. Воронько)
- С утра пойду в сосновый бор (И. Шелмаков — М. Ивенсент)
- Это все Россия (Ю. Милютин — А. Фатьянов)
- Шагает наша молодость (А.Бабинцева — К.Поляков)
- За реченькой, за быстрою (народн.) с Виктором Селивановым
- За грибами в лес девицы (народн.) с Виктором Селивановым
- Помнишь ли, след луны за кормой / Вальс из оперы «Октябрь» (В. Мураделли — В. Луговский)